# Fleurbaix
Fleurbaix település Franciaországban, Pas-de-Calais megyében. Lakosainak száma 2944 fő (2022. január 1.). Fleurbaix Erquinghem-Lys, Laventie, Sailly-sur-la-Lys, Aubers, Bois-Grenier, Fromelles és Le Maisnil községekkel határos.

## Népesség
A település népességének változása:
| Lakosok száma | 2587 | 2653 | 2738 | 2732 | 2719 | 2698 | 2779 | 2862 | 2944 |
|               | 2013 | 2015 | 2016 | 2017 | 2018 | 2019 | 2020 | 2021 | 2022 |